# Mirosław Duchowski
Mirosław Duchowski (ur. 1948, zm. 16 lutego 2019) – polski malarz i projektant przestrzeni publicznych. Profesor zwyczajny w Akademii Sztuk Pięknych w Warszawie i w Szkole Wyższej Psychologii Społecznej.

## Życiorys
W latach 1990–1993 był prorektorem Akademii Sztuk Pięknych w Warszawie. Prowadził Pracownię Sztuki w Przestrzeni Publicznej na Wydziale Malarstwa ASP. Kierował także interdyscyplinarnym, międzyuczelnianym Instytutem Badań Przestrzeni Publicznej.
12 grudnia 1990 r. uzyskał stopień doktora habilitowanego w zakresie sztuki na podstawie pracy: „Wystawa monograficzna: Sztuka współczesna wobec przestrzeni”. 10 stycznia 2000 r. otrzymał tytuł profesora.
Pracował jako ekspert w Ministerstwie Nauki i Szkolnictwa Wyższego, w zespołach specjalistycznych, interdyscyplinarnych i zadaniowych ministra, a także w zespole do spraw Oceny Wniosków o Przyznanie Nagrody Ministra Nauki i Szkolnictwa Wyższego za Wybitne Osiągnięcia Naukowe lub Naukowo-Techniczne.

## Twórczość
Łączył działalność artystyczną, projektową i naukowo-badawczą dotyczącą przestrzeni publicznej. Był autorem wielu wystaw indywidualnych, ok. 100 projektów dotyczących sztuki i organizacji przestrzeni publicznych. Publikował teksty naukowe, uczestniczył w znacznej liczbie sympozjów, konferencji i badań naukowych z zakresu sztuki i szeroko pojmowanego kulturoznawstwa.
W latach 1981–1992 razem z Ryszardem Winiarskim i studentami ASP tworzył nieformalną grupę znaną jako Pracownia Winiarskiego, prowadzącą intensywną działalność na terenie Polski i wielu krajów Europy.
Jak pisze w Słowniku Malarzy Polskich Maryla Sitkowska : „Twórczość Duchowskiego rozwijała się w dwóch etapach. Do końca lat 70. podejmował głównie prace projektowe w budownictwie i po wygraniu konkursu i zrealizowaniu elewacji Narodowego Banku Polskiego, współpracował przy projektowaniu i realizacji jednego z pierwszych 100-metrowych wieżowców – Intraco (projekt elewacji i części wnętrz). W latach 80. związał się z ruchem ekologicznym, również jako działacz i współorganizator, m.in. tzw. spotkań wigierskich, poświęconych ekologii w nauce i sztuce (1985–1987)”.
W 1989 zorganizował pierwszą w Polsce międzynarodową wystawę i sympozjum Eco-Art w Centrum Sztuki Współczesnej w Warszawie. Równolegle uprawiał malarstwo, początkowo reprezentując nurt abstrakcji geometrycznej. Tworzył obrazy olejne oraz reliefy z drewna, oparte na kompozycji diagonalnej i oszczędnej skali barw.
Od połowy lat 80. tworzył obrazy (obiekty ekologiczne) z piasku związanego specjalnym bezbarwnym spoiwem, czarną lub ciemnobłękitną farbą, do których przytwierdzał suche fragmenty traw, gałęzi itp. Natura traktowana w nich była z uwagą i troską należną bytowi zagrożonemu. Zarówno w przesłaniu emocjonalnym, jak i w oszczędnej ekspresji swych prac, wykorzystujących organiczne materiały i faktury, Duchowski nawiązywał do idei „ekologii głębokiej”. Ten etap twórczości podsumowała duża wystawa w Galerii Studio w 1993 r., gdzie zaprezentowano 120 obrazów-obiektów. W tym okresie dość często tworzył instalacje i performance w Polsce i za granicą.
Od połowy lat dziewięćdziesiątych Duchowski zaangażowany był w projekty i realizacje związane z budową metra w Warszawie. Kierując zespołem Agencji 3A ASP, projektował przestrzenie publiczne stacji metra. Wraz z Biurem Projektów AiB wziął udział w 8 konkursach architektonicznych, z czego trzy: Ratusz, Marymont i Stare Bielany zrealizowane zostały według projektów z jego udziałem. Wcześniej, w zespole z Jasną Strzałkowską, realizował wnętrza Stacji Centrum.
Zmarł 16 lutego 2019. Został pochowany 27 lutego 2019 w kolumbarium na Cmentarzu Wojskowym na Powązkach (Q kolumbarium 5-2-16).

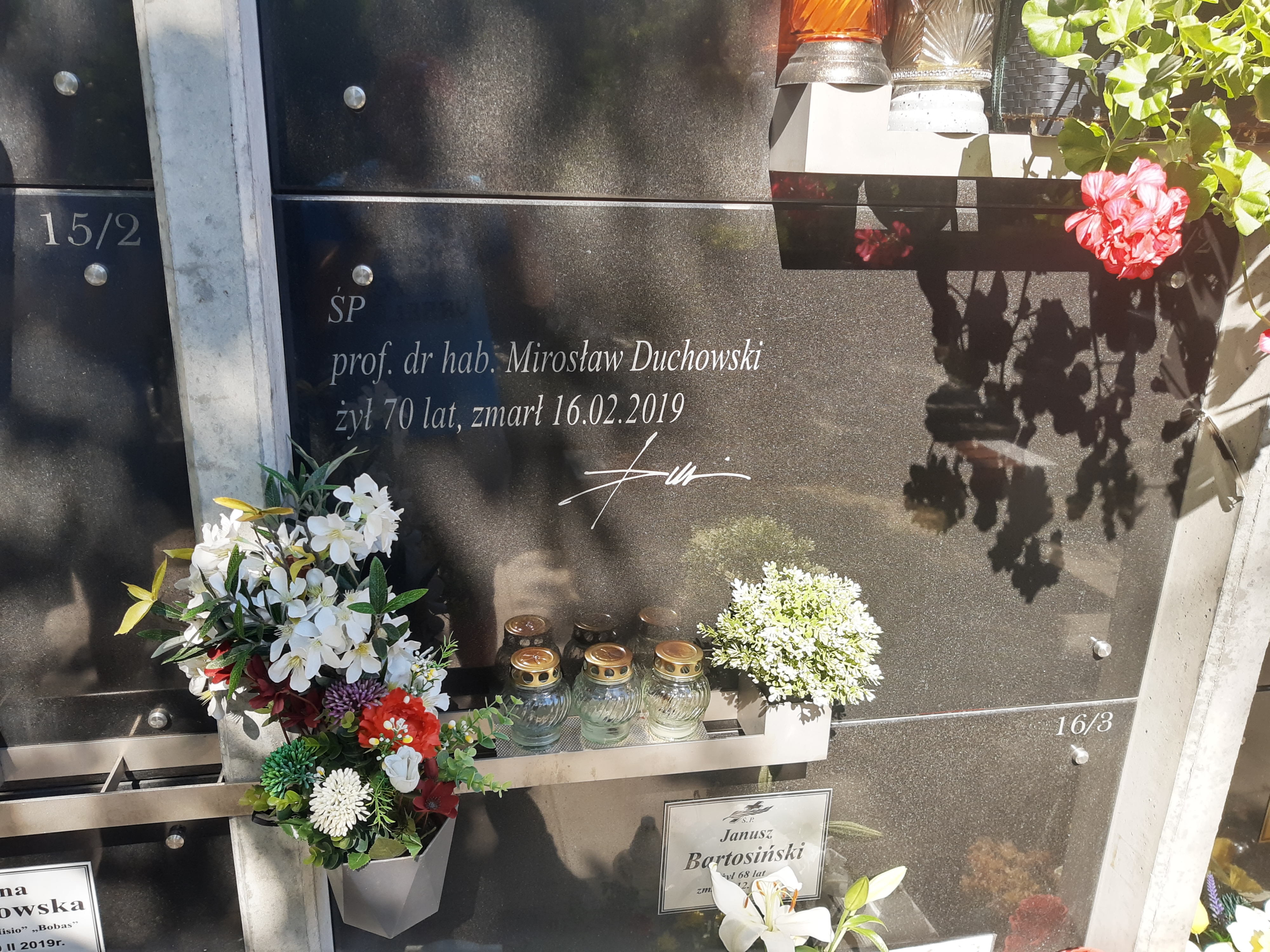
Grób prof. Mirosława Duchowskiego na Powązkach Wojskowych

## Nagrody i wyróżnienia
W 1993 otrzymał Nagrodę Indywidualną Ministra Kultury i Sztuki za wybitne osiągnięcia artystyczne i dydaktyczne, a w 2011 Nagrodę Ministra Kultury i Dziedzictwa Narodowego.